# Tiébata
Tiébata est une commune rurale située dans le département de Mangodara de la province de Comoé dans la région des Cascades au Burkina Faso.

## Histoire
Louis-Gustave Binger s'y arrête le 25 mars 1888.